# Меоре Гурдземі
Меоре Гурдземі (груз. მეორე გურძემი) — село в Грузії.
За даними перепису населення 2014 року в селі проживає 235 особи.